# Agrișu Mic, Arad
Agrișu Mic este un sat în comuna Hășmaș din județul Arad, Crișana, România.

## Personalități
- Emeric Ienei (n. 1937) jucător și antrenor de fotbal